# حكومة تصريف الأعمال (خان خوسو)
حكومة تصريف الأعمال في عهد خوسو هي الحكومة الفيدرالية الباكستانية المؤقتة التي أدت اليمين الدستورية في 2 أبريل 2013. في 24 مارس 2013، تم ترشيح مير هزار خان خوسو من قبل لجنة الانتخابات رئيس وزراء مؤقت، من بين أربعة مرشحين من المعارضة والحكومة المنحلة. أدى خوسو اليمين الدستورية في 25 مارس 2013.

## مجلس الوزراء

### 2013
أدت حكومة خوسو اليمين الدستورية في 2 أبريل 2013، ولكن تم تسليم حقائبهم الرسمية في 4 أبريل 2013 باستثناء سهيل وجاهات صديق، الذي تسلم حقيبته في وقت لاحق.
في حفل أداء اليمين في 2 أبريل 2013، تم ترشيح 15 وزيراً لمجلس الوزراء ولكن تمت إزالة كرسي واحد في «الساعة الحادية عشرة». تم ترشيح الدكتور مشتاق خان من السند ليصبح وزير المالية الاتحادي المؤقت لكنه ترك منصبه في اللحظة الأخيرة. تشير التكهنات حول غيابه إلى أن خان قد تم إيقافه عن أداء اليمين لأنه كان يعمل خبيرا اقتصاديا في مصرف دولة باكستان وكان عليه الاستقالة منه قبل أداء اليمين في الإعداد المؤقت.